# رفقای بد (مجموعه تلویزیونی)
رفقای بد (انگلیسی: Bad Guys؛[[:رده:|]] کره‌ای: 나쁜 녀석들) مجموعه تلویزیونی محصول کره جنوبی سال ۲۰۱۴ با بازی کیم سانگ جونگ، پارک هه جین، ما دونگ سوک، جو دونگ هیوک و کانگ یه وون است. این مجموعه از ۴ اکتبر تا ۱۳ دسامبر ۲۰۱۴، شنبه‌ها ساعت ۲۲:۰۰ (کی‌اس‌تی) از اوسی‌ان برای ۱۱ قسمت پخش شد.